# Diaptomus dorsalis
Diaptomus dorsalis är en kräftdjursart som beskrevs av Marsh 1907. Diaptomus dorsalis ingår i släktet Diaptomus och familjen Diaptomidae. Inga underarter finns listade i Catalogue of Life.